# Leienhof
Leienhof ist ein Ortsteil von Seelscheid in der Gemeinde Neunkirchen-Seelscheid im Rhein-Sieg-Kreis. 

## Lage
Der ehemals eigenständige Ort Leienhof liegt am Nordrand von Seelscheid zwischen Driesch und Eich im Wenigerbachtal.

## Geschichte
1830 hatte Leyenhof 28 Einwohner. 1845 hatte der Hof 51 katholische Einwohner in neun Häusern. 1888 gab es 24 Bewohner in sechs Häusern.
1910 wohnten hier die Ackererfamilien Johann, Johann Josef und Josef Hebekeuser sowie Peter Schneider.
Die Siedlung gehörte bis 1969 zur Gemeinde Seelscheid.